# Белосельский (платформа)
«Белосельский» (белор. Беласельскi) — остановочный пункт дизель-поездов в Сморгонском районе Гродненской области. Расположен на перегоне «Залесье — Сморгонь» между станцией Залесье и остановочным пунктом Молодёжный.
Остановочный пункт расположен в 1 километре к северу от деревни Сукневичи и в 2 километрах к западу от деревни Белая, от которой он и получил своё название. Рядом проходит трасса P106 Молодечно — Сморгонь (обход г. Сморгонь).

## В пути
Время в пути от станции Молодечно около 44 минут.